# Point guard

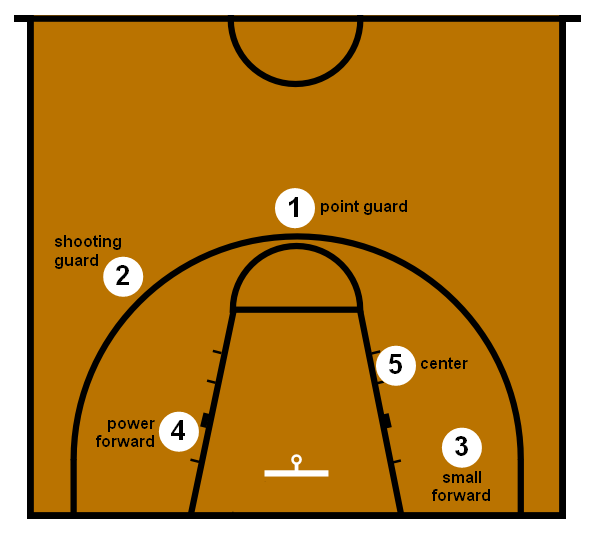
Nummer ett på bilden

Point guard (PG), även kallat "ettan", är en position i basket. Point guarden är den spelaren som driver upp bollen och styr anfallet genom att visa tecken för olika spelsystem eller genom att fördela bollen.
Point guards tenderar att vara små och snabba för att kunna röra sig fritt med bollen.

## Kända point guard-spelare i urval
- Bob Cousy
- Stephen Curry
- Magic Johnson
- Jason Kidd
- Nancy Lieberman
- Steve Nash
- Chris Paul
- Oscar Robertson
- John Stockton
- Isiah Thomas
- Russell Westbrook
- James Harden
- Kyrie Irving
- John Wall
- Luka Dončić